# Prêmio David O. Selznick pelo Conjunto da Obra
O Prêmio David O. Selznick pelo Conjunto da Obra (em inglês: David O. Selznick Achievement Award in Theatrical Motion Pictures) é concedido anualmente pelo Sindicato dos Produtores da América (Producers Guild of America (PGA)) que reconhece o conjunto da obra do indivíduo no cinema. A categoria do prêmio foi instituída em 1989 e premiada pela primeira vez a Hal Roach na 1.ª edição dos Prêmios Producers Guild. O prêmio recebeu o nome do produtor David O. Selznick (1902-1965).

## Vencedores
- 1.º: Hal Roach[3]
- 2.º: Stanley Kramer[5]
- 3.º: Pandro S. Berman
- 4.º: Richard D. Zanuck e David Brown
- 5.º: Saul Zaentz
- 6.º: Howard W. Koch
- 7.º: Walter Mirisch
- 8.º: Billy Wilder[5]
- 9.º: Clint Eastwood[5]
- 10.º: Steven Bochco
- 11.º: Jerry Bruckheimer[5]
- 12.º: Brian Grazer[5]
- 13.º: Lawrence Gordon
- 14.º: Robert Evans
- 15.º: Dino De Laurentiis
- 16.º: Laura Ziskin[5]
- 17.º: Roger Corman
- 18.º: Douglas Wick e Lucy Fisher
- 19.º: Frank Marshall e Kathleen Kennedy[5]
- 20.º: Michael Douglas
- 21.º: John Lasseter
- 22.º: Scott Rudin[5]
- 23.º: Steven Spielberg[5]
- 24.º: Eric Fellner e Tim Bevan
- 25.º: Michael G. Wilson e Barbara Broccoli
- 26.º: Gale Anne Hurd
- 27.º: David Heyman
- 28.º: Irwin Winkler
- 29.º: Charles Roven[6]
- 30.º: Kevin Feige[7]
- 31.º: Brad Pitt, Dede Gardner e Jeremy Kleiner[8]
- 32.º: não atribuído
- 33.º: Mary Parent [9]
- 34.º: Tom Cruise [10]
- 35.º: Martin Scorsese [11]
- 36.º: Chris Meledandri [12]